# RMS Aquitania
Vous lisez un « article de qualité » labellisé en 2013.
Pour les articles homonymes, voir Aquitaine et Aquitania.
Le RMS Aquitania est un paquebot transatlantique britannique de la Cunard Line en service de 1914 à 1950. Il est construit dans la lignée du Lusitania et du Mauretania (1907), tout en étant nettement plus grand et luxueux, mais moins rapide. Mis en service fin mai 1914, il n'a le temps de faire que trois traversées augurant d'un succès encourageant, avant le début de la Première Guerre mondiale. Durant le conflit, le paquebot, d'abord transformé en croiseur auxiliaire sans être utilisé comme tel, sert de transport de troupes et de navire-hôpital, notamment dans le cadre de la bataille des Dardanelles.
Retrouvant son service d'origine en 1920, il assure le service transatlantique principal de sa compagnie, aux côtés du Mauretania et du Berengaria. L'Aquitania devient un des paquebots les plus populaires de l'Atlantique nord, étant surnommé « The Ship Beautiful » (« navire de beauté ») par les passagers. Sa popularité lui permet de poursuivre son service après la fusion de sa compagnie avec la White Star Line en 1935, tandis que des navires plus récents sont retirés du service car jugés en surplus. Il est alors envisagé de le remplacer par le Queen Elizabeth prévu pour 1940.
Le déclenchement de la Seconde Guerre mondiale lui accorde un sursis de près de dix ans. Il sert en effet de transport de troupes durant tout le conflit, et jusqu'en 1947, parcourt le monde entier. Il est notamment utilisé pour ramener chez eux des soldats canadiens et les familles qu'ils ont fondées en Europe. Il termine sa carrière en transportant des émigrants au Canada, avant que la Commission du Commerce ne le juge hors normes. Le paquebot est retiré du service en 1949 et envoyé à la casse l'année suivante.
L'Aquitania a joui d'une grande popularité durant sa carrière et est l'un des paquebots les plus utilisés des années 1920. Avec sa grande durée de vie (36 ans), il est également le dernier paquebot à quatre cheminées retiré du service, le dernier construit pour la ligne de l'Atlantique Nord et le seul à avoir servi durant les deux conflits mondiaux.

## Histoire

### Conception et construction

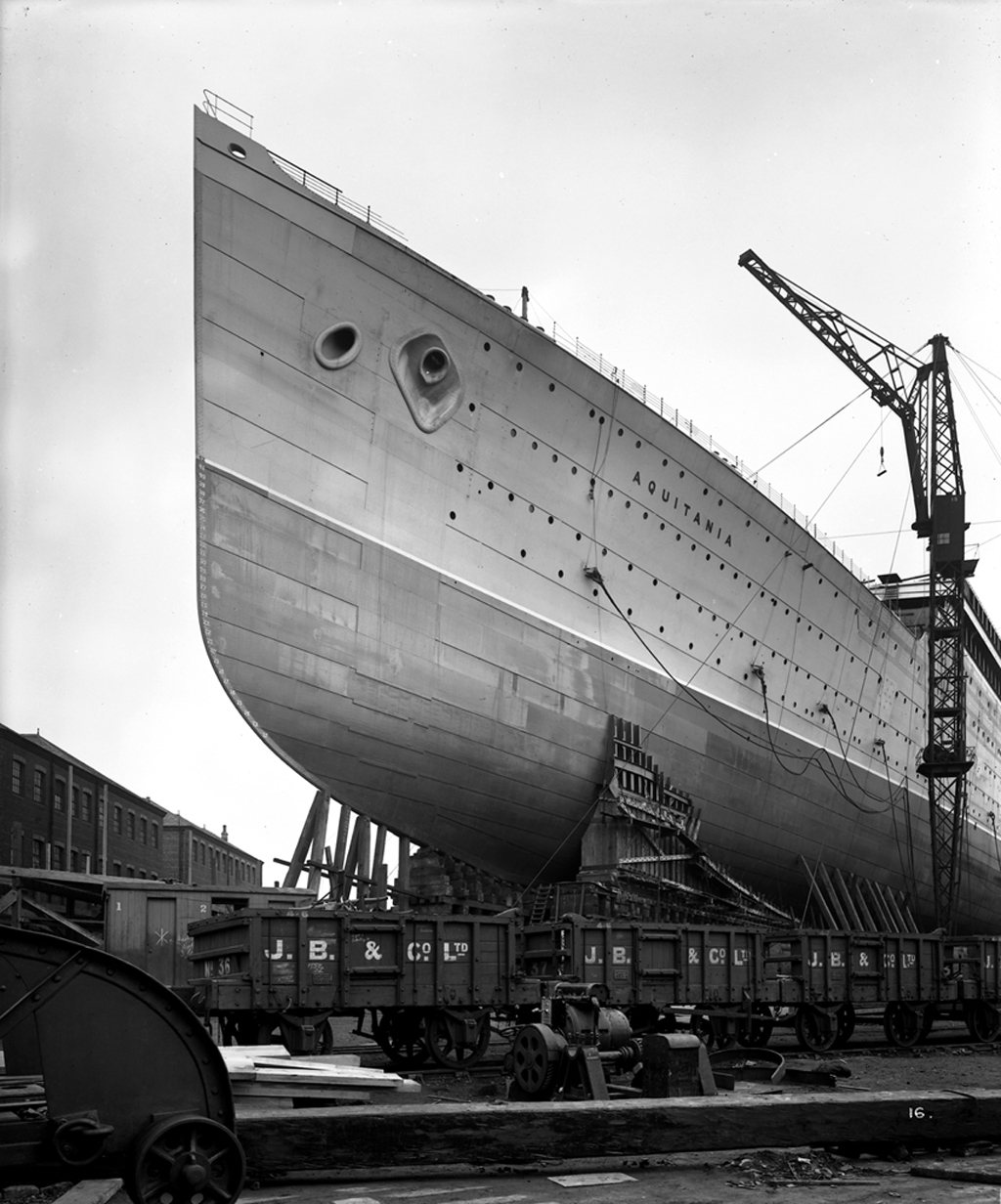
Le lancement de l’Aquitania a lieu le 21 avril 1913.

L'idée de la conception de l’Aquitania est née de la rivalité entre la White Star Line et la Cunard Line dès 1910. La construction des navires de la classe Olympic (l’Olympic, le Titanic et le Britannic) de la White Star Line concurrence en effet nettement les « lévriers des mers » de la Cunard, le Lusitania et le Mauretania. Ils mesurent près de 30 mètres de plus, et bien que moins rapides, ils sont beaucoup plus luxueux. Mis en service en 1907, les deux paquebots rapides de la Cunard ont en effet été capables d'établir de durables records de vitesse que nul ne cherche plus à concurrencer pour deux décennies. Les paquebots de la White Star construits en réponse ne cherchent pas à s'imposer sur ce terrain et se concentrent donc sur le luxe et la régularité. Qui plus est, en dépit des records, les jumeaux de la Cunard ne peuvent assurer seuls un roulement régulier.

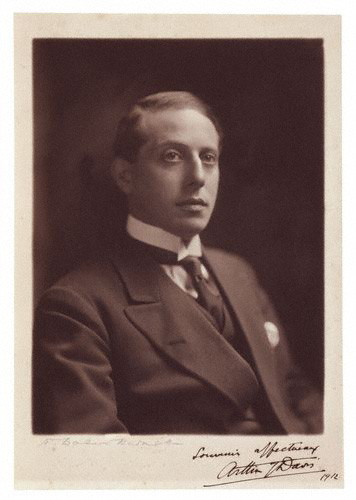
L'architecte Arthur Joseph Davis est chargé de concevoir les intérieurs de l'Aquitania.

Afin de remplir ce rôle, les officiels de la compagnie commencent à réfléchir, début 1910, à un troisième navire au profil voisin de ses compagnons de route. Plusieurs projets de plans évoluent progressivement, afin de déterminer les grands axes de ce que doit être ce paquebot pour lequel une vitesse moyenne de 23 nœuds est prévue, contre les 25 nœuds de ses prédécesseurs. Courant juillet, la compagnie lance un appel d'offres auprès de plusieurs chantiers, avant de choisir John Brown & Company, en Écosse, déjà constructeurs du Lusitania. Le 19 janvier, le nom « Aquitania » est choisi, dans la continuité de ceux des précédents navires, afin de faire allusion aux provinces romaines de Lusitanie, Maurétanie et Aquitaine. Une semaine plus tard, le contrat est signé.
Les plans du navire sont réalisés par l'architecte naval Leonard Peskett. Les plans d'origine évoluent également vers un navire nettement plus grand que ses prédécesseurs, plus long de 40 mètres. Si son tonnage reste légèrement inférieur à celui de l'Olympic, le déplacement de l'Aquitania est, selon les chiffres, parfois un peu supérieur. Le navire est donc, et jusqu'en 1936, l'un des plus grands jamais construits au Royaume-Uni. La quille du navire est posée en juin 1911 et Peskett effectue dans le même temps un voyage sur l'Olympic tout juste inauguré pour en tirer des idées. Le navire étant encore en construction lors du naufrage du Titanic, la compagnie et les chantiers mettent l'accent sur la sécurité du navire, en indiquant que le navire devait, avant même le drame, recevoir assez de canots pour toutes les personnes présentes à bord et que ses cloisons étanches lui permettent de flotter avec cinq compartiments inondés. La double coque servant, le long des chaudières, à abriter le charbon, est notamment mise en avant comme gage de sécurité supplémentaire, les publicités parlant souvent d'« un navire dans le navire ».
L'Aquitania est lancé le 21 avril 1913 dans les chantiers navals John Brown & Co. après son baptême par Alice Stanley, comtesse de Derby. Les treize mois suivants se passent en cale sèche pour la mise en état du navire, notamment l'installation des câblages électriques et la décoration des locaux. Celle-ci est menée par Arthur Joseph Davis, dont l'associé, Charles Mewès, travaille dans le même temps aux géants de la HAPAG (l'Imperator et le Vaterland). Sous la direction de Davis travaille toute une cohorte de décorateurs et d'artisans qui œuvrent aux intérieurs du paquebot. On dénote un certain nombre de dépassements dans les coûts des intérieurs, ainsi qu'une tendance : à l'inverse de ce qui s'était passé pour le Mauretania, le mobilier a coûté plus cher que la décoration elle-même, ce qui indique une simplification des styles architecturaux utilisés.
Le paquebot quitte les chantiers le 10 mai 1914 et passe ses essais en mer durant lesquels il réussit à atteindre une vitesse supérieure aux prévisions. Ces essais surpassent les espérances des constructeurs, augurant d'un bon avenir pour le navire. Le 14 mai, le paquebot atteint la Mersey et reste au port pendant quinze jours, durant lesquels il subit un dernier grand nettoyage et des finitions en préparation de son voyage inaugural.

### Débuts agités

#### Une mise en service de courte durée

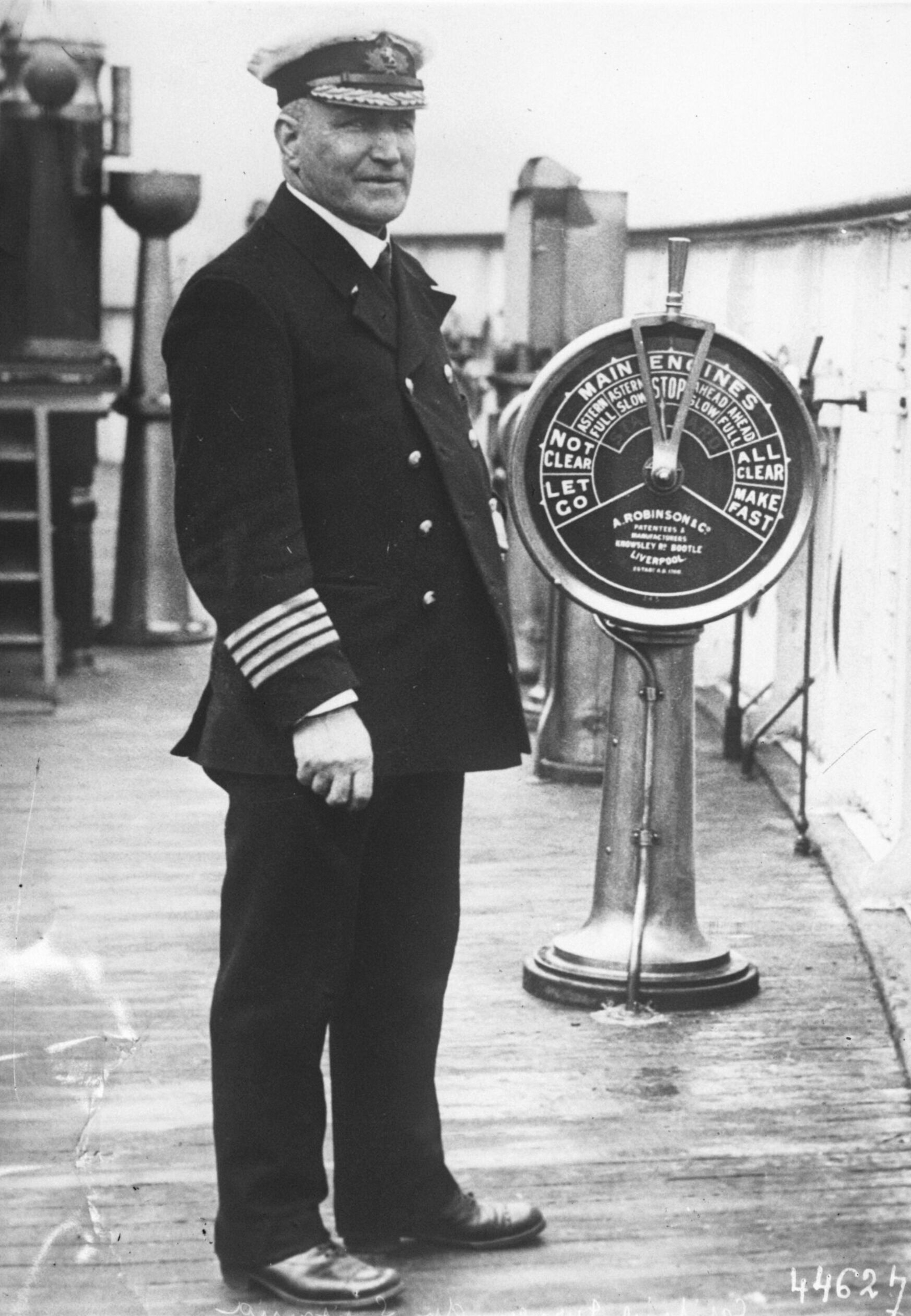
Le capitaine William Turner posant sur la passerelle de l'Aquitania.

Le voyage inaugural de l'Aquitania est prévu le 30 mai 1914 entre Liverpool et New York, sous le commandement du capitaine William Turner, qui se rend célèbre l'année suivante en commandant le Lusitania lors de son torpillage. L'attention est grande : en effet, quinze jours plus tôt, le paquebot allemand Vaterland, plus gros navire au monde, a été mis en service. Dans ces conditions, le voyage inaugural du paquebot britannique prend des allures de compétition pour le prestige national, dans le discours de la presse. Cependant, l'événement est éclipsé par le naufrage de l'Empress of Ireland survenu la veille : ce paquebot a en effet été violemment abordé par un autre navire dans l'estuaire du Saint-Laurent. Plus de mille personnes ont perdu la vie dans le drame. Aucun passager n'annule cependant son voyage sur le paquebot de la Cunard, malgré l'émotion vive suscitée par le naufrage.
Pour sa première traversée, le paquebot embarque à son bord 1 055 passagers, environ le tiers de sa capacité. Une superstition pousse en effet certaines personnes à éviter les paquebots en voyage inaugural. La traversée satisfait pleinement l'équipage et la compagnie : le navire se révèle stable et maintient une vitesse moyenne de 23 nœuds, en prenant en considération un arrêt de cinq heures dû au brouillard et à la proximité d'icebergs. Le navire réussit brièvement à pousser ses machines, encore en rodage, au-dessus des 25 nœuds. Qui plus est, sa consommation de charbon se révèle nettement inférieure au Lusitania et au Mauretania. Bon nombre de passagers apprécient le voyage et l'on ne dénote que des incidents mineurs. Au retour, le succès est renouvelé. À son arrivée à Liverpool le 16 juin suivant, le paquebot transporte à son bord 2 649 passagers, un record pour un paquebot britannique quittant New York.
Dès l'arrivée à son port d'attache, le navire subit quelques modifications mineures tenant compte des observations réalisées durant la traversée, chose classique pour les navires récemment mis en service. Deux autres allers-retours ont lieu pour la deuxième moitié de juin et tout le mois de juillet, qui rencontrent un succès croissant. L'architecte Leonard Peskett participe à la deuxième rotation, afin d'observer et résoudre les défauts du paquebot. Ces deux mois se révèlent très satisfaisants. En un total de six traversées, 11 208 passagers ont pris place à bord, soit une moyenne de 1 868 passagers par traversée. Cette série est alors brusquement interrompue par le début de la Première Guerre mondiale : l'Aquitania est retiré du service civil pour six années.

#### Première Guerre mondiale

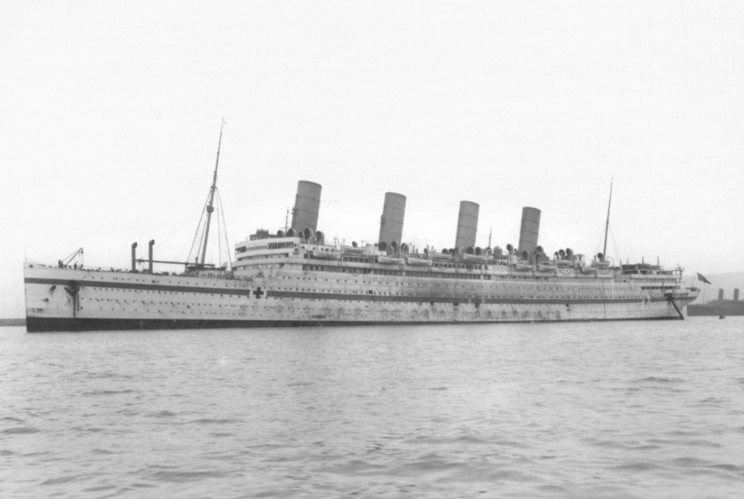
Le HMHS Aquitania, durant son service comme navire-hôpital.

Dès le 5 août 1914, l'Aquitania est réquisitionné pour être transformé en croiseur auxiliaire comme cela avait été prévu durant sa conception. Dès le 8 août, débarrassé de ses éléments décoratifs et armé de canons, il part en patrouille. Le 22 août, il entre en collision avec le paquebot Canadian. Peu après, il semble acquis qu'un navire de cette taille n'est pas adapté à ce genre de mission, par manque de manœuvrabilité, une trop grande consommation de charbon et à cause de sa trop grande taille. Dès le 30 septembre, le navire est désarmé après quelques réparations, et rendu à la Cunard. Inutile au vu du faible trafic maritime, le paquebot est stationné à quai.
Au printemps 1915, il est rappelé sous les drapeaux pour servir de transport de troupes en direction du détroit des Dardanelles. 30 000 hommes sont emmenés au champ de bataille à son bord entre mai et août. Sa vitesse lui permet d'échapper à un torpillage durant l'une de ces traversées, quelques mois seulement après le naufrage du Lusitania. Le bilan de la bataille des Dardanelles empirant, un nouveau rôle est attribué à l'Aquitania, celui de navire-hôpital. En septembre 1915, le paquebot devient le plus grand navire-hôpital de la guerre (devant le Britannic) avec 4 200 places en temps normal. Le Mauretania suit le même parcours. En avril 1916, il est considéré que son service n'est plus utile mais il est à nouveau réquisitionné pour les mêmes fonctions en juillet. Il ne reprend cependant la route qu'en novembre à la suite d'imbroglios bureaucratiques. Le paquebot stationne ensuite dans le Solent, durant toute l'année 1917 : la décision de l'Allemagne de ne plus épargner les navires-hôpitaux en fait une trop belle cible. Ce sont en tout 25 000 blessés que le navire a rapatriés durant ses quelques mois de service.

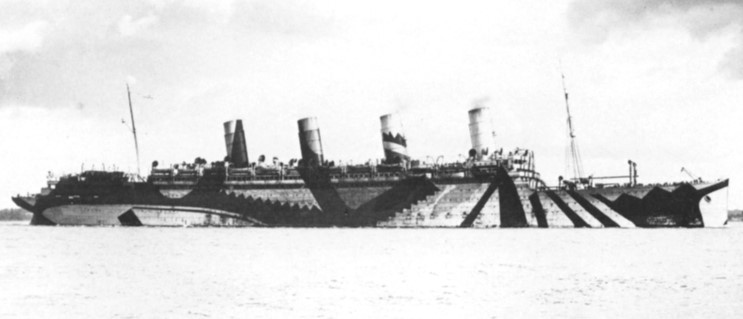
Le camouflage du HMT Aquitania durant son service comme transport de troupes.

En 1918, il reprend la mer pour transporter des troupes d’Amérique du Nord vers le Royaume-Uni et navigue sous un camouflage Dazzle. Il s'agit d'un ensemble de formes géométriques destinées à casser la silhouette du navire et à empêcher son torpillage. Lors d'une traversée, il embarque jusqu'à 8 000 hommes. Ce sont en tout 60 000 hommes qu'il transporte en neuf voyages. Durant cette période, il connaît un des plus graves accidents de sa carrière, en heurtant l'USS Shaw dont il arrache une partie de la proue. L'accident fait une dizaine de victimes à bord du navire américain.
En décembre 1918, il est démis de son service militaire, mais reste au service du gouvernement. C'est à ce titre qu'il assure, en 1919, une liaison austère entre Southampton et New York ; la grande majorité de ses décors d'origine n'ont pas encore été réinstallés. En décembre, il arrive aux chantiers navals Armstrong Whitworth de Newcastle. La combustion au charbon est remplacée par la combustion au mazout, ce qui permet de grandement diminuer le personnel nécessaire au fonctionnement du navire. Les œuvres d'art et les décors d'avant-guerre sont également réinstallés pour redonner au navire un aspect normal.

### Vingt années de carrière civile

#### Mutations et adaptations dans les années 1920
L'Aquitania reprend sa carrière civile le 17 juillet 1920, en quittant Liverpool à la suite de sa refonte. Cette mise en service est particulièrement attendue et 2 433 passagers prennent place à bord. La traversée est une réussite : le navire maintient une bonne vitesse tout en prouvant que sa propulsion au mazout est bien plus économique que le charbon. Un accident est cependant relevé : l'explosion d'un tuyau tue un chauffeur dans les fonds du navire. Les mois qui suivent sont tout aussi prometteurs, en dépit d'une grève des stewards en mai 1921, qui conduit à quelques incidents durant une traversée. En ce début de décennie, l'Aquitania est le seul grand paquebot de la Cunard, le Mauretania subissant une refonte à la suite d'un incendie. 1921 est ainsi une année exceptionnelle pour le paquebot, qui bat un record avec 60 000 passagers transportés : aucun de ses concurrents ne parvient à atteindre un tel nombre par la suite. L'année suivante, le Mauretania le rejoint, ainsi que le Berengaria, ancien paquebot allemand récupéré comme compensation de dommages de guerre. Formant les « Big Three », ils s'opposent au trio de la White Star Line composé de l’Olympic, de l’Homeric et du Majestic, les deux derniers entrant également en service en 1922.
Ce début de décennie est cependant témoin d'une tendance moins favorable aux grands paquebots. Progressivement avec les restrictions américaines sur l'immigration, le nombre de passagers de troisième classe chute. De plus de 26 000 passagers de troisième classe transportés par l'Aquitania en 1921, le chiffre s'effondre à 8 200 en 1925. L'équipage, déjà diminué par la chauffe au fioul, est encore réduit à 850 hommes (au lieu des 1 200 de départ). Si les passagers de première et de deuxième classe sont toujours présents en masse, le navire accuse donc une certaine perte de revenus. La troisième classe n'est pas la clé de la rentabilité du paquebot et la compagnie doit s'adapter. La troisième classe devient progressivement « troisième classe touriste » offrant des services convenables à bas prix. En 1926, le navire subit une refonte de grande ampleur, qui améliore un certain nombre de cabines, tout en réduisant drastiquement la capacité en passagers, qui passe de 3 300 à 2 200.
La période est prospère. Le navire profite notamment de la Prohibition, certains passagers américains profitant de l'alcool servi à bord. À l'exception de quelques violentes tempêtes, le navire ne connaît pas de réel incident. Le 15 juillet 1928, c'est à son bord que le commodore de la compagnie, Sir James Charles, s'effondre, terrassé par une hémorragie interne dont il meurt peu après, alors qu'il assurait son tout dernier commandement. En dépit de ces incidents mineurs, le navire continue à connaître un grand succès et rapporter de juteux bénéfices à la Cunard. En 1929, il subit une nouvelle refonte intensive qui ajoute des salles de bains à de nombreuses cabines de première classe, et repense totalement la troisième classe touriste. La formule se révèle efficace puisque les passagers de cette classe affluent dans les temps qui suivent. Alors que de nouveaux concurrents comme le paquebot allemand Bremen entrent en service et que la Cunard réfléchit à la construction d'un nouveau paquebot, l'Aquitania reste particulièrement populaire après quinze années de service.

#### La crise de 1929 et ses conséquences

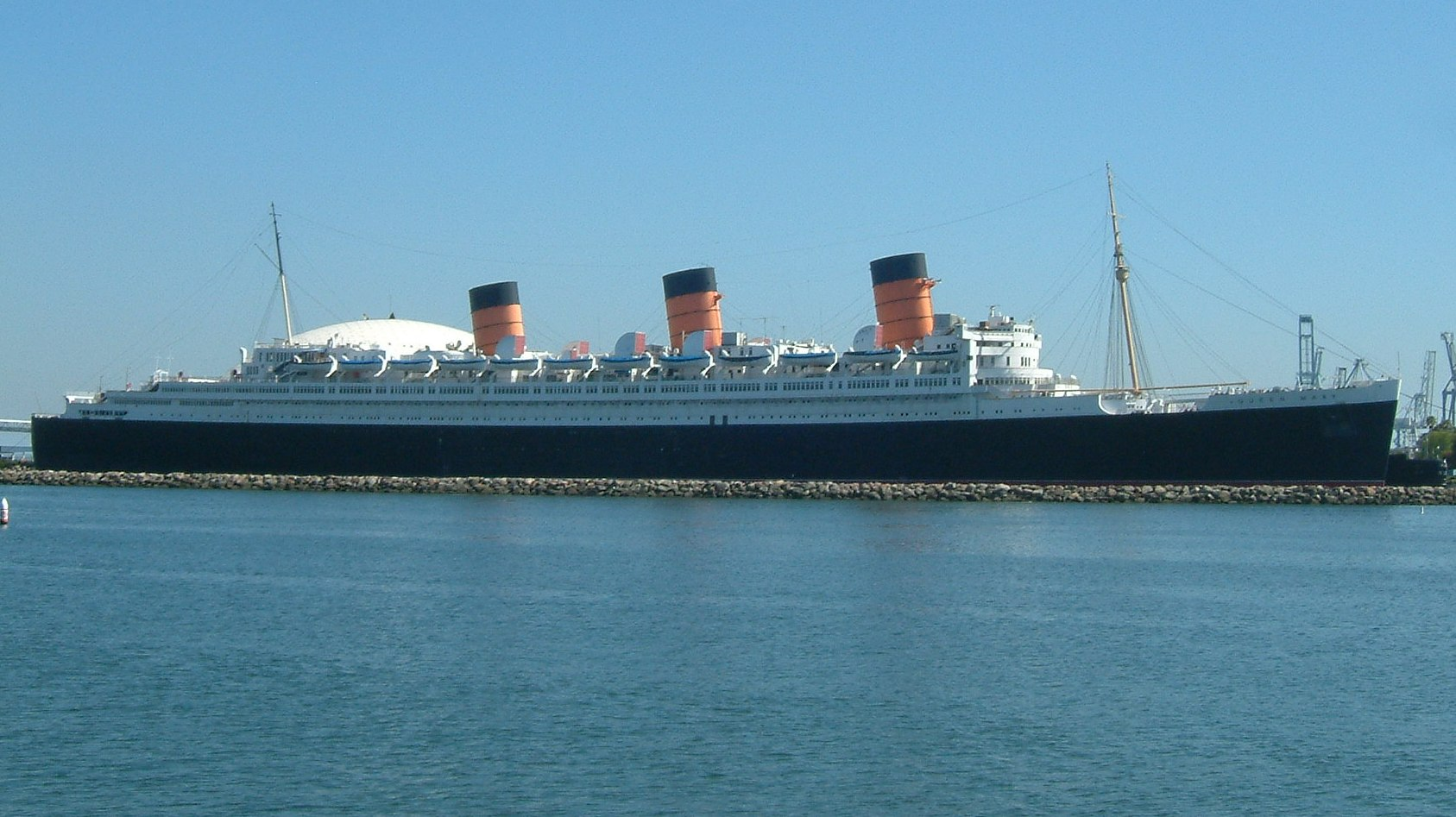
Le Queen Mary est le nouveau compagnon de route de l'Aquitania à partir de 1936.

Le krach boursier de 1929 coûte beaucoup aux compagnies maritimes, qui voient leur clientèle diminuer de façon impressionnante et les bénéfices avec. Afin de supporter le choc, la Cunard se résigne à diminuer ses tarifs. Dans le même temps, pour compenser ses pertes, la compagnie affrète des croisières bon marché qui se révèlent vite très populaires, notamment à bord de l'Aquitania. Un autre problème se présente également : en 1929 et 1930, les paquebots de la Norddeutscher Lloyd, le Bremen et l'Europa remportent le Ruban bleu et un succès croissant auprès de la clientèle. Ainsi, en 1932, ce dernier transporte presque autant de passagers que le trio de la Cunard réuni. Ces facteurs réunis frappent violemment l'Aquitania : de presque 30 000 passagers transportés en 1929, le nombre chute à 13 000 en 1934. Le navire reste cependant très populaire et est le troisième paquebot le plus fréquenté au début des années 1930, derrière le duo allemand.
Afin de maintenir le navire au goût du jour, la compagnie lui fait subir en 1932-1933 une refonte qui lui ajoute notamment une salle de théâtre. Dans le même temps, afin de moderniser sa flotte, la Cunard fait construire le Queen Mary. La crise, cependant, l'empêche de financer seule le paquebot et la compagnie doit fusionner en 1934 avec sa rivale, la White Star Line, pour terminer son navire, qui entre finalement en service en 1936. L'année précédente, le trafic a commencé à reprendre, relançant la carrière de l'Aquitania. Un léger incident trouble cette reprise : le 10 avril, celui-ci s'échoue près de Thorne Knoll, au large de Southampton, mais est dégagé rapidement et sans dommages par des remorqueurs.
La fusion des deux compagnies en 1934 met pourtant le paquebot dans une position délicate, puisque la compagnie nouvellement créée se retrouve avec un surplus de grands paquebots. Les plus anciens, le Mauretania et l'Olympic sont retirés du service aussitôt mais le Majestic, plus récent, semble plus adapté que l'Aquitania vieillissant. Malgré cela, même l'entrée en service du Queen Mary n'envoie pas le vieux paquebot à la ferraille : il est en effet plus économique que ses compagnons de route. Le Majestic est vendu, tandis que le Berengaria complète le trio pour quelque temps. Ce dernier quitte le service en 1938 après une série d'incendies, tandis que les journaux spéculent sur la fin annoncée de l'Aquitania pour 1940, avec l'arrivée du Queen Elizabeth. Dans ces dernières années, les performances du navire restent honorables et continuent à satisfaire la compagnie : la saison 1939 témoigne d'une augmentation de la clientèle fortunée à bord. Cependant, la retraite du navire âgé de 26 ans s'approche : la durée de vie estimée pour un paquebot de l'époque étant de 25 ans.

### Dernières années

#### Seconde Guerre mondiale

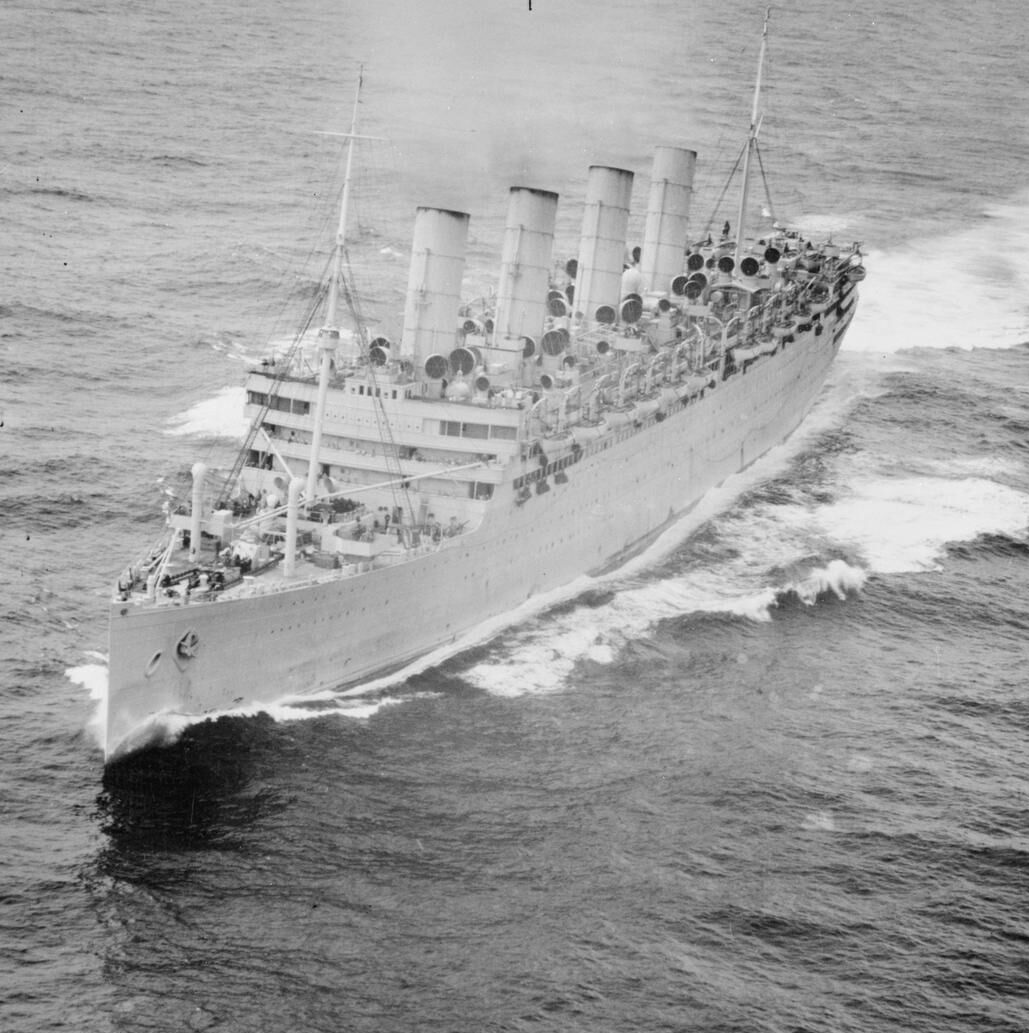
L’Aquitania durant la Seconde Guerre mondiale.

Dès que la guerre d'Espagne éclate en 1936, des personnalités républicaines espagnoles, telles que le couple d'écrivains Zenobia Camprubí et Juan Ramón Jiménez, peuvent rejoindre le continent américain grâce au paquebot, en partant de Cherbourg.
Lors du déclenchement de la Seconde Guerre mondiale, le 3 septembre 1939, le navire se trouve dans le port de New York, où il attend des ordres aux côtés du Normandie, du Queen Mary et du Queen Elizabeth. Le navire rentre à Southampton puis effectue une nouvelle rotation en civil. Le 10 octobre 1939, la Cunard reçoit pour ordre de maintenir ses plus grands navires au port pour une éventuelle réquisition, qui survient le 18 novembre dans le cas de l'Aquitania. Une dizaine de jours plus tard, le paquebot part en convoi pour Halifax puis ramène un premier contingent de troupes canadiennes. La traversée du retour est troublée par un accident : le paquebot Samaria, mal informé, se retrouve par erreur au milieu du convoi et heurte l'Aquitania, causant des dégâts mineurs. Le paquebot continue à transporter des troupes canadiennes jusqu'en février 1940. Il est alors envoyé en cale sèche et la Cunard envisage de le retirer du service. Le gouvernement ne l'entend pas de la sorte, cependant, et le paquebot est à nouveau réquisitionné pour parcourir le monde et récupérer des troupes en Afrique du Sud, en Australie et en Nouvelle-Zélande.
Dans les années suivantes, le navire parcourt le monde — notamment Singapour, Bombay, Rio de Janeiro mais aussi en Méditerranée — pour emmener des troupes au combat. Transportant en général jusqu'à 3 000 soldats, il lui arrive en une occasion de se surcharger dangereusement pour transporter 7 000 hommes. Cette activité est ponctuée d'événements troublant la routine militaire du navire. Ainsi, en novembre 1941, il récupère les survivants du croiseur allemand Kormoran, coulé lors d'une bataille l'opposant au HMAS Sydney, disparu corps et biens.
À la fin du conflit, le navire est chargé de rapatrier de nombreux soldats, que ce soit en Australie ou au Canada. Durant son service militaire, il transporte 380 000 soldats sur 500 000 milles à travers les océans du globe.

#### Fin de carrière et démolition

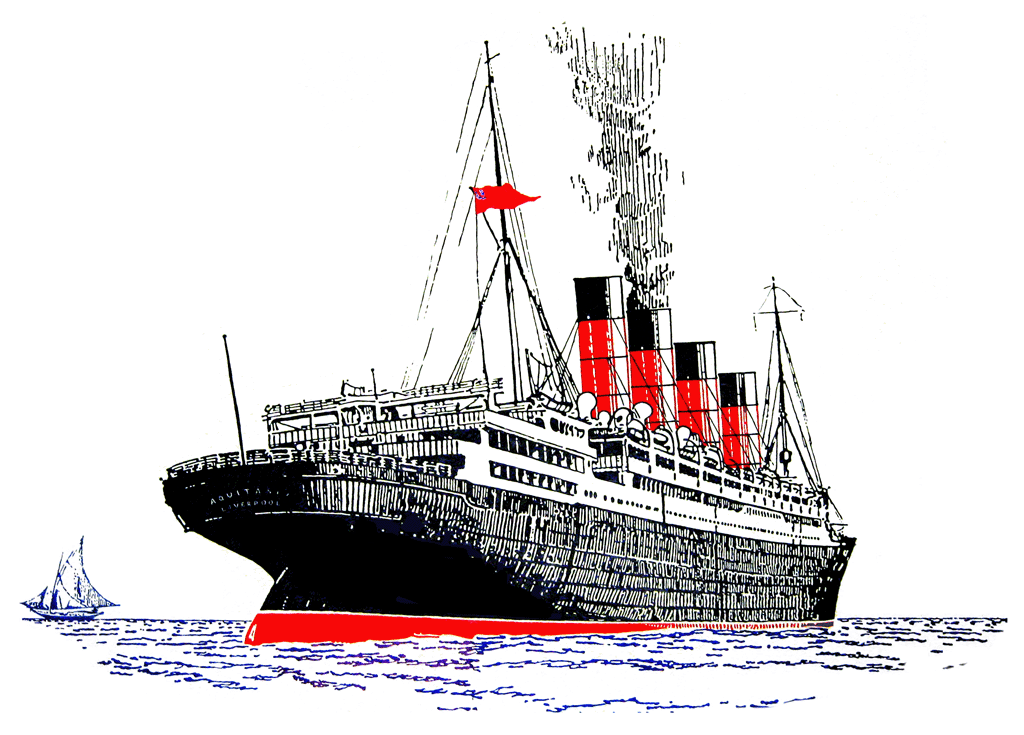
Représentation colorée de l'Aquitania.

En 1948, le paquebot est rendu à la Cunard - White Star Line et subit une refonte pour lui redonner un état adapté au transport de passagers. Une convention est établie entre la compagnie et le gouvernement canadien pour le transport d'immigrants. Le navire est préparé pour transporter 1 100 migrants, ainsi que 650 passagers de première classe. Dans des conditions parfois assez précaires — la refonte a été rapide et superficielle, pour permettre une réponse rapide à la demande — le navire transporte de nombreux passagers en 1948, notamment les femmes que les soldats canadiens ont épousées en Europe et leurs enfants. Le contrat est renouvelé pour 1949, les chiffres étant particulièrement satisfaisants.
Fin 1949, il devient cependant évident qu'en dépit de sa popularité (notamment à Halifax), le paquebot est vétuste. Certains récits vont jusqu'à dire qu'un plafond s'est effondré, faisant tomber un piano sur le pont inférieur. Cependant, aucune source d'époque ne confirme ce fait. Le navire n'en reste pas moins en mauvais état de façon générale. En décembre, les inspecteurs du ministère des transports concluent que le navire ne peut poursuivre sa carrière qu'après une importante refonte. La compagnie juge alors que, l'Aquitania ayant trente-cinq ans de carrière, dont dix de plus qu'envisagé à l'origine, la dépense serait inutile.
Le paquebot est alors vendu à la démolition pour 125 000 livres à la British Iron and Steel Corporation et part pour Faslane afin d'y être démantelé. Le travail prend près d'un an, troublé par un léger incendie en octobre. En trente-cinq années de carrière (l'une des plus longues pour un transatlantique), l'Aquitania a transporté plus d'un million de passagers, sur près de trois millions de milles.

## Caractéristiques

### Aspects techniques

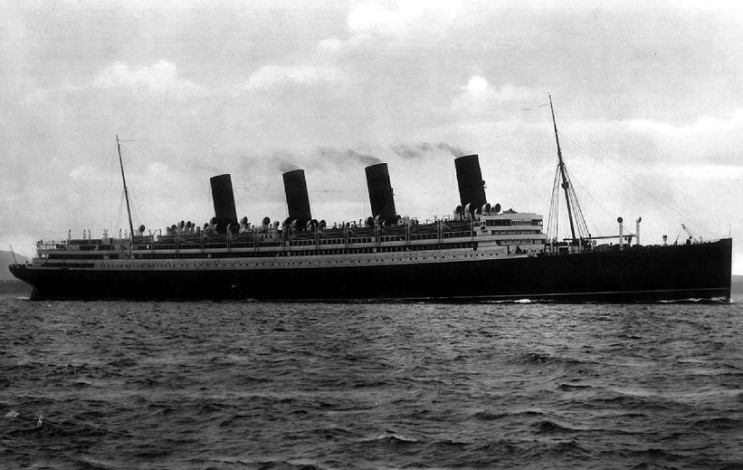
L'Aquitania est le dernier des paquebots à quatre cheminées mis en service sur la ligne de l'Atlantique Nord.

Avec 274,6 mètres de long (901 pieds) pour 29,6 mètres de large, l'Aquitania est le plus grand paquebot britannique d'avant-guerre, dépassant de quelques mètres l'Olympic. Ses 45 647 tonneaux en font cependant un navire moins volumineux que son rival. C'est également le premier paquebot de la Cunard à dépasser le seuil symbolique des 900 pieds. La concurrence est grande sur cet aspect, à tel point que, lorsque la compagnie allemande HAPAG a vent de la construction du navire, elle fait boulonner un aigle au bout de son propre paquebot en cours d'achèvement, l'Imperator, afin de gagner les quelques mètres destinés à assurer sa suprématie sur ce terrain.
Du point de vue extérieur, le paquebot reprend, en version agrandie, les grands traits de la silhouette du Mauretania, notamment avec ses quatre cheminées rouges cerclées de noir. L'Aquitania est le douzième et dernier paquebot à quatre cheminées mis en service sur la ligne de l'Atlantique Nord et le dernier à être retiré du service : ce nombre est, à l'époque, symbole de puissance et de vitesse. Contrairement à nombre de navires utilisant quatre cheminées, l'Aquitania n'en arbore aucune factice et toutes servent à rejeter la vapeur des chaudières. La superstructure du navire, peinte en blanc pour contraster avec la coque noire, est particulièrement imposante et l'absence de gaillard d'avant surélevé lui donne, vue de la proue, un aspect trop large par rapport à la coque. Sur la poupe, les ponts supérieurs de la coque et la superstructure sont percés de larges ouvertures au niveau des ponts promenade.
Comme ses deux aînés, le paquebot est propulsé par quatre hélices mues par des turbines à vapeur, alimentées par des chaudières à charbon, converties au mazout en 1920. La coque est divisée en compartiments étanches, conçus pour que cinq compartiments consécutifs puissent être inondés simultanément. Sur une longue portion de la coque au niveau des chaufferies, une deuxième peau crée une structure que les constructeurs qualifient de « navire dans le navire ». Servant à entreposer le combustible, elle permet également au navire de rester à flot malgré une éventuelle voie d'eau.

### Intérieurs et décoration

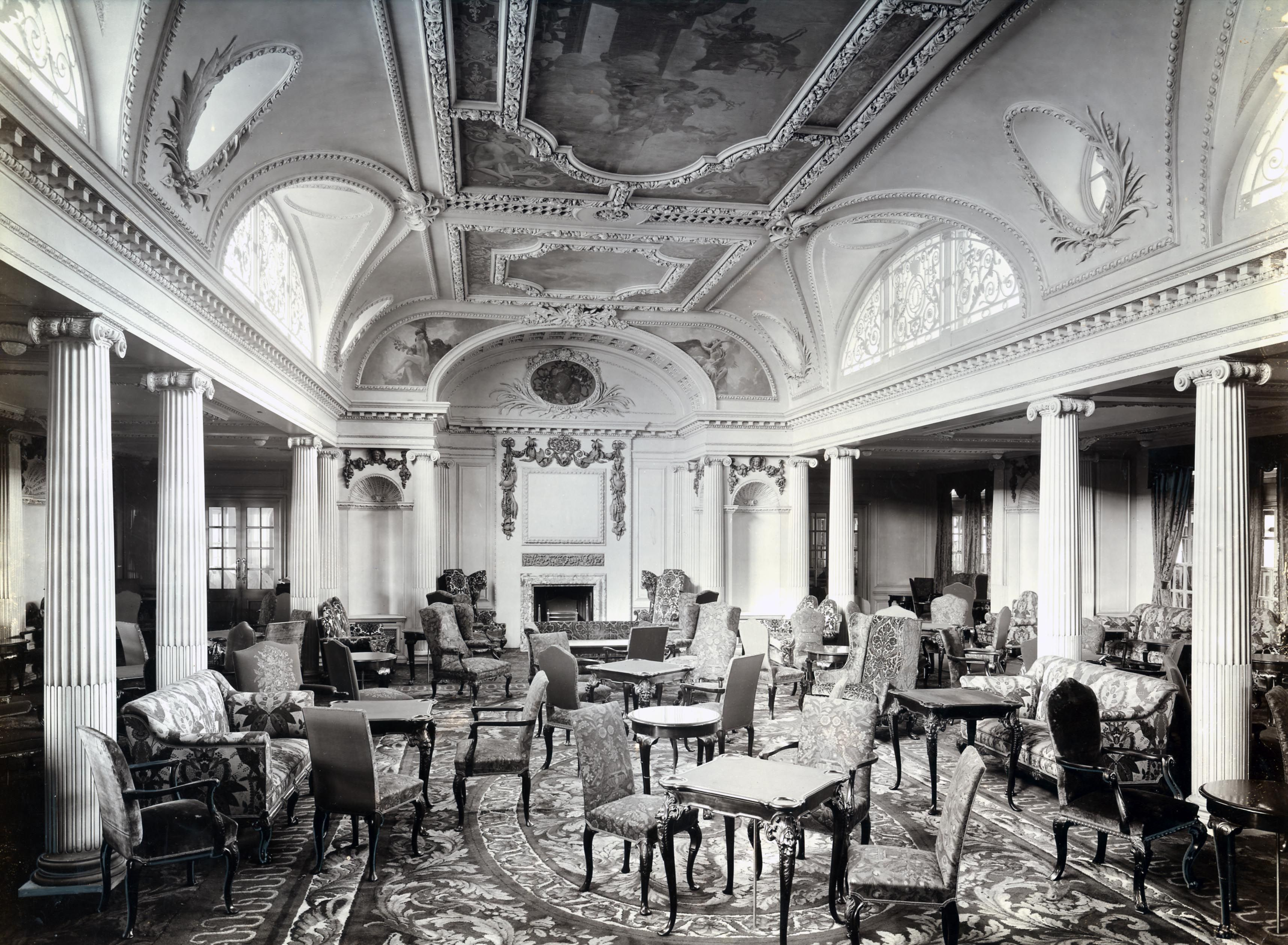
Le salon de première classe.

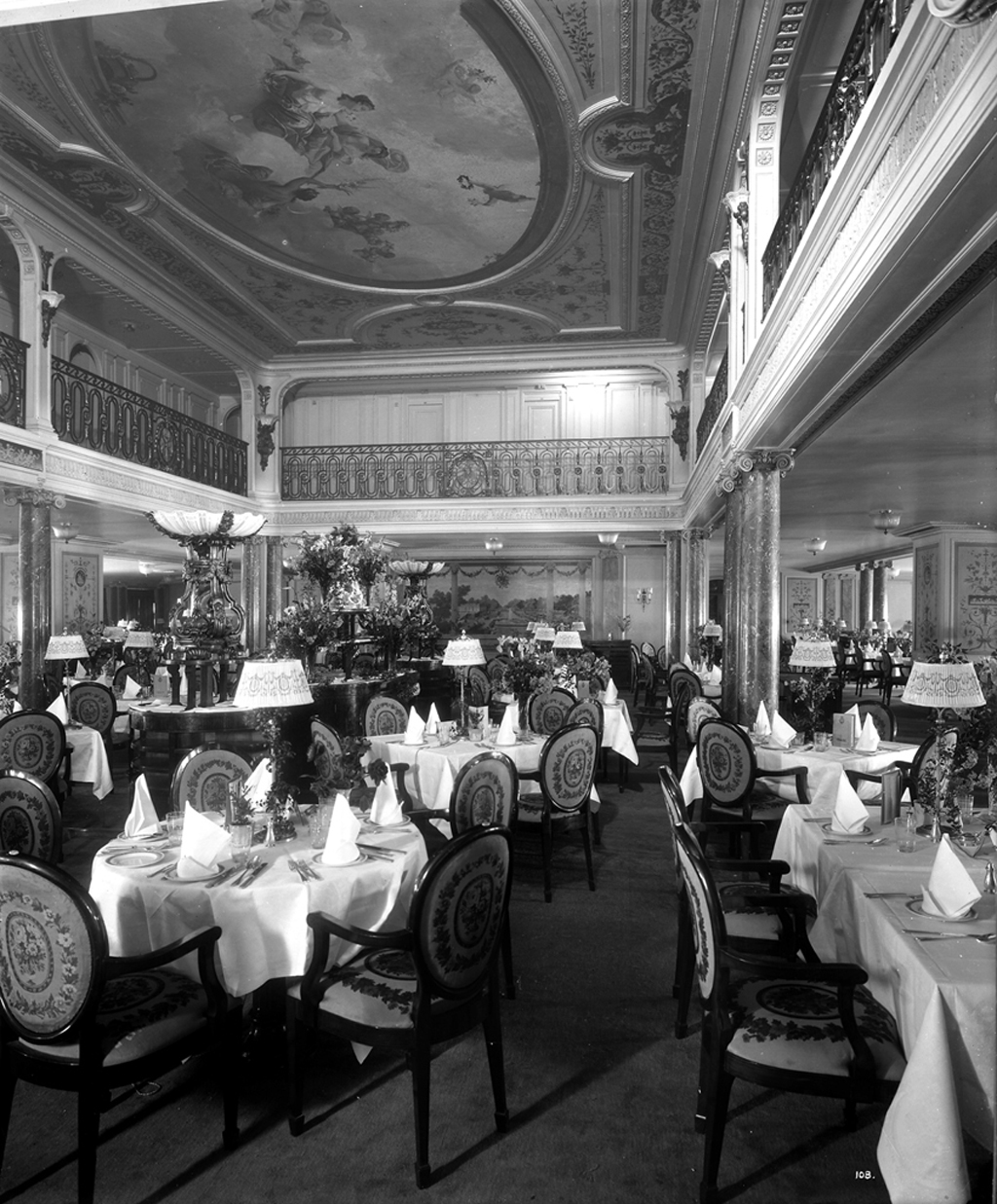
Le restaurant style Louis XVI : la salle à manger de première classe.

En 1914, l’Aquitania propose une capacité de 3 230 passagers (dont 618 de première classe, 614 de deuxième classe et 1 198 de troisième classe). Après sa refonte de 1926, le chiffre est réduit à 610 passagers de première classe, 950 de deuxième classe et 640 de classe « touriste ». Les spécifications originales mentionnent 972 membres d'équipage, bien que le navire en transporte parfois près de 1 100 à ses débuts, et au contraire dans les 800 avec la baisse de l'immigration et le passage à la chauffe au mazout.
La décoration de l'Aquitania lui vaut le surnom de « The Ship Beautiful » (« Le navire de beauté »). Elle est l'œuvre d'Arthur Joseph Davis, notamment à l'origine de l'Hôtel Ritz de Londres avec son associé Charles Mewès (ce dernier s'occupe, pour sa part, de la décoration des paquebots allemands Imperator et Vaterland à la même époque). La première classe offre de nombreuses salles communes, notamment un grand salon de style palladien, un petit salon, deux jardins d'hiver, deux salons de correspondance et un fumoir de style Restauration. S'y ajoutent une salle à manger de style Louis XVI (nommée, contrairement à l'habitude, « restaurant ») et un grill. S'y ajoutent une piscine et un gymnase. En mai 1912, au cours de la construction, la compagnie a par ailleurs décidé de retirer les bains turcs initialement prévus, à la différence des paquebots concurrents.
Les passagers de deuxième classe disposent d'une salle à manger, de plusieurs salons, d'un fumoir, d'un café véranda et d'un gymnase, installations uniques pour cette classe sur un paquebot britannique. Les passagers de troisième classe, pour leur part, disposent de plusieurs espaces communs et de promenades couvertes, ainsi que de trois salles de bains. Les cabines offrent un grand confort. La première classe comprend notamment huit suites de grand luxe portant le nom de peintres célèbres. Un grand nombre de cabines de première classe disposent de salles de bains, bien que ce ne soit pas la totalité. Les cabines de deuxième classe sont plus spacieuses que la moyenne, destinées à deux, trois ou quatre personnes. En troisième classe, les cabines ne comportent qu'un nombre réduit de couchettes (quatre ou six) contrairement à bien des navires concurrents.
Au cours des trente-cinq ans de carrière de l'Aquitania, ses aménagements évoluent, avec, par exemple, l'ajout d'une salle de théâtre et cinéma durant la refonte de 1932-1933, ou encore la réorganisation des espaces de classe touriste dans les années 1920, afin de donner un meilleur confort aux passagers les moins fortunés.